# Балч-Спрінгс (Техас)
Балч-Спрінгс (англ. Balch Springs) — місто (англ. city) в США, в окрузі Даллас штату Техас. Населення — 27 685 осіб (2020).

## Географія
Балч-Спрінгс розташований за координатами 32°42′50″ пн. ш. 96°37′5″ зх. д. / 32.71389° пн. ш. 96.61806° зх. д. (32.713933, -96.618052).  За даними Бюро перепису населення США в 2010 році місто мало площу 23,26 км², з яких 23,20 км² — суходіл та 0,06 км² — водойми.

## Демографія
Згідно з переписом 2010 року, у місті мешкало 23 728 осіб у 7286 домогосподарствах у складі 5631 родини. Густота населення становила 1020 осіб/км².  Було 8001 помешкання (344/км²).
Расовий склад населення:
| - 50,7 % — білих - 24,3 % — чорних або афроамериканців - 1,4 % — корінних американців - 0,9 % — азіатів - 19,5 % — осіб інших рас |

До двох чи більше рас належало 3,3 %. Частка іспаномовних становила 45,8 % від усіх жителів.
За віковим діапазоном населення розподілялося таким чином: 34,1 % — особи молодші 18 років, 59,5 % — особи у віці 18—64 років, 6,4 % — особи у віці 65 років та старші. Медіана віку мешканця становила 28,8 року. На 100 осіб жіночої статі у місті припадало 93,6 чоловіків;  на 100 жінок у віці від 18 років та старших — 91,0 чоловіків також старших 18 років.
Середній дохід на одне домашнє господарство  становив 49 358 доларів США (медіана — 40 230), а середній дохід на одну сім'ю — 52 945 доларів (медіана — 41 594). Медіана доходів становила 31 601 долар для чоловіків та 29 416 доларів для жінок. За межею бідності перебувало 25,0 % осіб, у тому числі 32,0 % дітей у віці до 18 років та 15,6 % осіб у віці 65 років та старших.
Цивільне працевлаштоване населення становило 9344 особи. Основні галузі зайнятості: будівництво — 16,3 %, роздрібна торгівля — 14,0 %, освіта, охорона здоров'я та соціальна допомога — 13,8 %.